# Wilhelm Traugott Krug
Wilhelm Traugott Krug (ur. 22 czerwca 1770 w Radis; zm. 12 stycznia 1842 w Lipsku) – niemiecki filozof, wolnomularz, wykładowca Uniwersytetu Viadrina we Frankfurcie nad Odrą, rektor Uniwersytetu w Lipsku.
W 1788 na uniwersytecie w Wittenberdze studiował teologię, filozofię, historię, matematykę i filologię. Po doktoracie obronionym 17 października 1791 kontynuował studia na Uniwersytecie w Jenie. W 1830 Wydział Teologiczny przyznał mu doktorat honoris causa.  W 1831 rząd Saksonii odznaczył go Krzyżem Kawalerskim Orderu Zasługi Cywilnej. W 1840 został odznaczony Krzyżem Królewskiego Greckiego Orderu Zbawiciela, a w 1841 Lipsk nadał mu tytuł honorowego obywatela.

## Dzieła
- Entwurf eines neuen Organons der Philosophie, oder Versuch über die Prinzipien der philosophischen Erkenntnis, Meissen i Lübben 1801.
- Fundamentalphilosophie; Züllichau 1803, 3. wydanie, Leipzig 1827.
- System der theoretischen Philosophie; Königsberg 1806-10, 3 tomy; 1. yom, 3. wydanie 1825; 2. tom, 3. wydanie 1830; 3. Band, 2. wydanie 1823.
- Geschichte der Philosophie alter Zeit; Leipzig 1815, 2. wydanie 1826.
- System der praktischen Philosophie; Königsberg 1817-19, 3 tomy; 2. wydanie 1829-38.
- Handbuch der Philosophie und philosophischen Literatur; Leipzig 1820-21, 2 tomy; 3. wydanie 1828.
- Geschichtliche Darstellung des Liberalismus alter und neuer Zeit; Leipzig 1823.
- Grundlage zu einer neuen Theorie der Gefühle und des sogenannten Gefühlvermögens; Königsberg 1824.
- Dikäopolitik, oder neueste Restauration des Staats mittels des Rechtsgesetzes; Leipzig 1824.
- Allgemeines Handwörterbuch der philosophischen Wissenschaften nebst ihrer Literatur und Geschichte; Leipzig 1827-28, 4 tomy; 5. tom 1829-34; 2., poprawione i uzupełnione wydanie 1832-1838. Wznowienie wydania drugiego: Frommann-Holzboog, Stuttgart-Bad Cannstatt 1970, ISBN 978-3-7728-0209-6.
- Universalphilosophische Vorlesungen für Gebildete beiderlei Geschlechts; Neustadt an der Orla 1831.
- Schelling und Hegel. Oder die neueste Philosophie im Vernichtungskriege mit sich selbst begriffen; Leipzig 1835.
- Gesammelte Schriften; Braunschweig und Leipzig 1830-1841, 12 tomów.